# Consejo Coordinador Empresarial
El  Consejo Coordinador Empresarial  (CCE, por sus siglas) es un organismo autónomo que representa al sector empresarial y regula acciones de organismos de diversos sectores empresariales en México, con el fin de impulsar el crecimiento económico del país y el nivel de competitividad de las empresas mexicanas.

## Creación del Consejo Coordinador Empresarial
Se fundó el 5 de agosto de 1976. Está integrado por siete asociados: la Confederación de Cámaras Industriales (Concamin), la Confederación de Cámaras Nacionales de Comercio, Servicios y Turismo  (Concanaco), la Confederación Patronal de la República Mexicana (Coparmex), la Asociación Mexicana de Instituciones de Seguros (AMIS), el Consejo Mexicano de Negocios (CMN) (antes Consejo Mexicano de Hombres de Negocios (CMHN), el Consejo Nacional Agropecuario (CNA) y la Asociación de Bancos de México (ABM). Además incorpora cinco invitados permanentes: la Cámara Nacional de Comercio (CANACO), la Cámara Nacional de la Industria de la Transformación  (Canacintra), la Asociación Mexicana de Instituciones Bursátiles (AMIB), el Consejo Empresarial Mexicano de Comercio Exterior (COMCE) y la Asociación Nacional de Tiendas de Autoservicio y Departamentales (ANTAD). Y 2 afiliados especiales (CAINTRA y AMAFORE).
Además colabora con instituciones profesionales como el Centro de Estudios Económicos del Sector Privado (CEESP), la Comisión de Estudios del Sector Privado para el Desarrollo Sustentable (CESPEDES) y la Fundación del Empresariado en México, A.C. (FUNDEMEX).
A partir de marzo del 2022, es dirigido por Francisco Cervantes Díaz.

## Historia y desarrollo
La unidad de los empresarios en contra de los ataques verbales del presidente Luis Echeverría fue el punto de partida para el inicio del CCE en mayo de 1975; pues según los empresarios representaban un peligro para los intereses de la propiedad de empresa y la propiedad privada.
Ante este panorama y a través de una reunión, los empresarios decidieron promover una campaña con el objetivo de mejorar la imagen del sector privado, orientada al conocimiento público de las condiciones en las que se daba la unidad empresarial.
Fue gracias a la iniciativa del Consejo de Hombres de Negocios (CHN) integrado por el grupo conocido como «los treinta»  quienes constituían en ese contexto la dirigencia del sector empresarial, cuando el Consejo comienza a tomar forma y, en un discurso oficial hacen público sus objetivos de aumentar su capacidad de presión y negociación ante el poder estatal.
El CCE criticaba la expansión de las empresas estatales y paraestatales dentro de la estructura industrial y subrayaba que la sistemática tendencia del Estado para intervenir como empresario, constituía un grave peligro para el ejercicio de los derechos individuales reiterando que las empresas estatales debían ser vendidas o revendidas a inversionistas privados.
Se trataba pues, de que los empresarios lograran una sólida unidad y coordinación de intereses de todos los sectores activos del país y que la empresa privada retornara a su tradicional papel como elemento motor de la economía.
Finalmente, Consejo Coordinador Empresarial se constituye formalmente el 5 de agosto de 1976, como respuesta del sector productivo nacional a la creciente intervención del gobierno en la economía y la aplicación de medidas que según ellos tras la gestión del entonces presidente Luis Echeverría Álvarez, se consideraban populistas.
Como representante e interlocutor del empresariado mexicano, el CCE trabajó para impulsar según publicaciones oficiales, el libre mercado, la democracia plena, la responsabilidad social y la equidad de oportunidades para la población.
Posteriormente, fortaleció su labor tras la vinculación de instituciones profesionales como el Centro de Estudios Económicos del Sector Privado (CEESP), la Comisión de Estudios del Sector Privado para el Desarrollo Sustentable (CESPEDES) y la Fundación del Empresariado en México, A.C. (FUNDEMEX).
En los años venideros, con el principal objetivo de proponer a las empresas mexicanas de todos las regiones y sectores, sin distinción en cuanto a su objeto social y si cotizan o no en la bolsa de valores; el CCE realizó un código de buenas prácticas para evitar la corrupción, que aplica tanto a las empresas que constituyen o no el Consejo así como a las personas que se encuentran relacionadas con las mismas.

## Estructura

### Presidentes del CCE
| Juan Sánchez Navarro*                                                                                         | 1976        |
| Jesús Vidales Aparicio                                                                                        | 1976        |
| Armando Fernández Velasco                                                                                     | 1976        |
| Jorge Sánchez Mejorada                                                                                        | 1977 - 1979 |
| Prudencio López Martínez                                                                                      | 1979 - 1981 |
| Manuel J. Clouthier                                                                                           | 1981 - 1983 |
| Jorge Chapa Salazar                                                                                           | 1983 - 1985 |
| Claudio X. González Laporte                                                                                   | 1985 - 1987 |
| Agustín Legorreta Chauvet                                                                                     | 1987 - 1989 |
| Rolando Vega Íñiguez                                                                                          | 1989 - 1991 |
| Nicolás Madahur                                                                                               | 1991 - 1993 |
| Luis Germán Carcoba                                                                                           | 1993 - 1995 |
| Héctor Larios Santillán                                                                                       | 1995 - 1997 |
| Eduardo Bours                                                                                                 | 1997 - 1999 |
| Jorge Marín Santillán                                                                                         | 1999 - 2000 |
| Claudio X. González Laporte                                                                                   | 2000 - 2002 |
| Héctor Rangel Domene                                                                                          | 2002 - 2004 |
| José Luis Barraza                                                                                             | 2004 - 2007 |
| Armando Paredes                                                                                               | 2007 - 2010 |
| Mario Sánchez Ruiz                                                                                            | 2010 - 2012 |
| Gerardo Gutiérrez Candiani                                                                                    | 2012 - 2015 |
| Juan Pablo Castañón Castañón                                                                                  | 2016 - 2019 |
| Carlos Salazar Lomelín                                                                                        | 2019 - 2022 |
| Francisco Cervantes Díaz                                                                                      | Actual      |
| *Como «Coordinador» del CCE, toma posesión de su cargo previo a la constitución formal del organismo en 1976. |             |